# Krapanj
Krapanj (italsky Crappano) je nejmenší obydlený ostrůvek Chorvatska v Jaderském moři. Nachází se v Šibenicko-kninské župě a spadá pod opčinu města Šibenik. 

## Popis

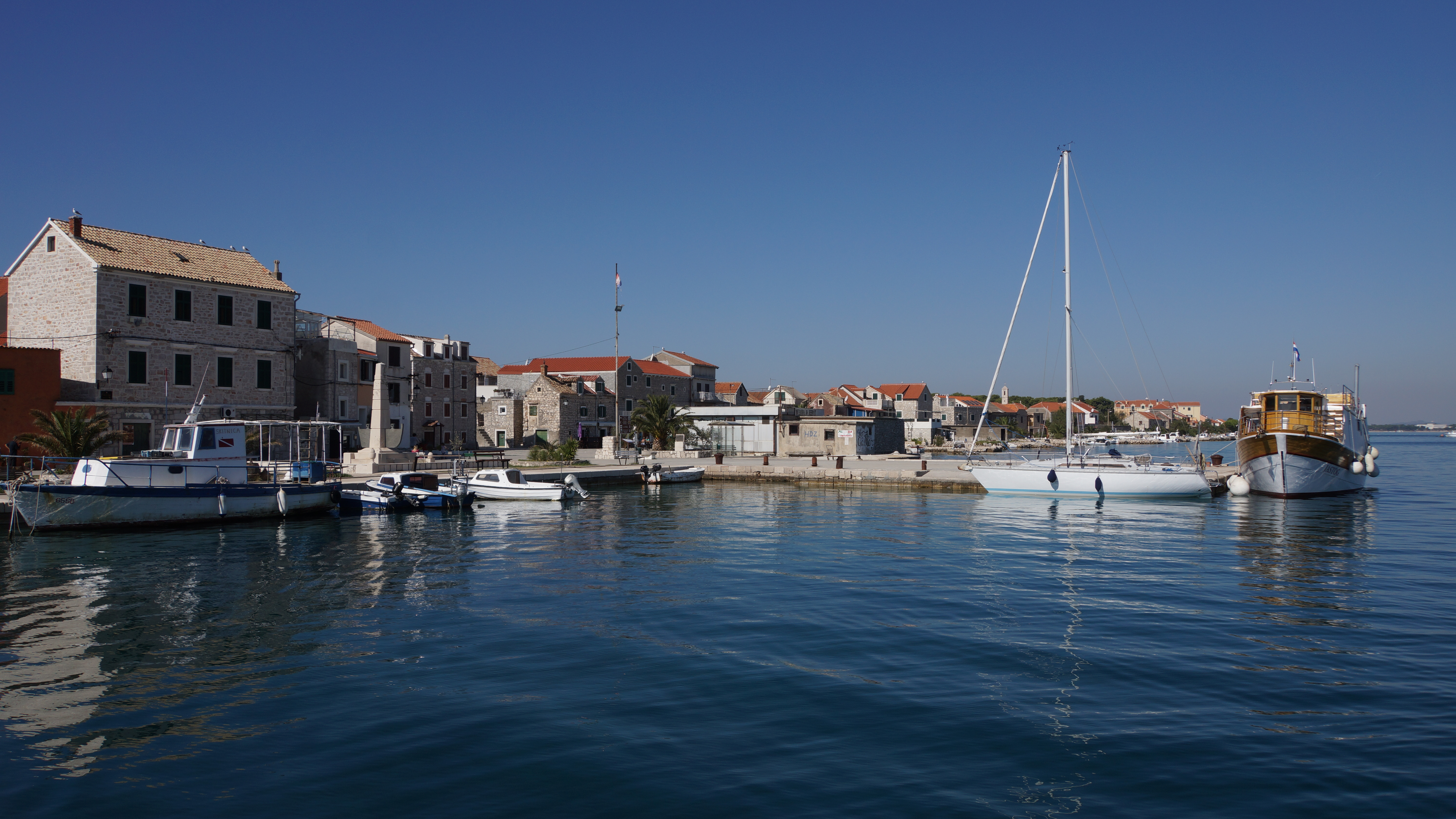
Krapanj, přístav.

Ostrůvek se nachází pouze 327 metrů od pobřeží, přímo naproti letovisku Brodarica. 
S rozlohou pouhých 0,356 km² je Krapanj nejmenším trvale obydleným ostrovem v celém Chorvatsku. S počtem 170 trvalých obyvatel je Krapanj je hustota osídlení přibližně 480 osob na km2, což z něj činí nejhustěji osídlený ostrov Chorvatska.  
Ve stejnojmenné vesnici rozkládající se těsně při východním pobřeží ostrova žije celé osídlení ostrova 170 obyvatel. Západní část ostrova je tvořena převážně lesními porosty.
Obyvatelé ostrova se živí převážně turismem, dále pak těžbou korálů a potápěním.